# Communauté de communes du Cordais et du Causse
Die Communauté de communes du Cordais et du Causse (4C) ist ein französischer Gemeindeverband mit der Rechtsform einer Communauté de communes im Département Tarn in der Region Okzitanien. Sie wurde am 25. Juli 2012 gegründet und umfasst 25 Gemeinden (Stand: 1. Januar 2023). Der Verwaltungssitz befindet sich im Ort Les Cabannes.

## Historische Entwicklung
Der Gemeindeverband entstand durch Zusammenlegung der Vorgängerorganisationen
- Communauté de communes du Pays Cordais und
- Communauté de communes du Causse Nord-Ouest du Tarn.

2017 wechselte die Gemeinde Laparrouquial von der Communauté de communes Carmausin-Ségala zum hiesigen Verband.
Der Erlass der Präfektin vom 17. November 2021 legte mit Wirkung zum 1. Januar 2022 den Austritt der Gemeinde Salles aus der Communauté de communes Carmausin-Ségala und der Gemeinden Loubers und Noailles aus der Gaillac Graulhet Agglomération und
deren Beitritt zum hiesigen Gemeindeverband fest.
Der Rat des Gemeindeverbands stimmte in seiner Sitzung vom 13. September 2022 den Beitritt der Gemeinden Amarens, Donnazac und Frausseilles zu ihrem Verband zum 1. Januar 2023 zu.

## Mitgliedsgemeinden
| Gemeinde                                       | Einwohner 1. Januar 2022 | Fläche km² | Dichte Einw./km² | Code INSEE | Postleitzahl |
| ---------------------------------------------- | ------------------------ | ---------- | ---------------- | ---------- | ------------ |
| Amarens                                        | 64                       | 4,88       | 13               | 81009      | 81170        |
| Bournazel                                      | 237                      | 7,41       | 32               | 81035      | 81170        |
| Cordes-sur-Ciel                                | 847                      | 8,27       | 102              | 81069      | 81170        |
| Donnazac                                       | 59                       | 4,74       | 12               | 81080      | 81170        |
| Frausseilles                                   | 79                       | 5,87       | 13               | 81095      | 81170        |
| Labarthe-Bleys                                 | 73                       | 9,06       | 8                | 81111      | 81170        |
| Lacapelle-Ségalar                              | 90                       | 6,83       | 13               | 81123      | 81170        |
| Laparrouquial                                  | 93                       | 8,43       | 11               | 81135      | 81640        |
| Le Riols                                       | 99                       | 5,01       | 20               | 81224      | 81170        |
| Les Cabannes                                   | 366                      | 6,16       | 59               | 81045      | 81170        |
| Livers-Cazelles                                | 239                      | 13,05      | 18               | 81146      | 81170        |
| Loubers                                        | 94                       | 4,23       | 22               | 81148      | 81170        |
| Marnaves                                       | 82                       | 10,29      | 8                | 81154      | 81170        |
| Milhars                                        | 231                      | 16,28      | 14               | 81165      | 81170        |
| Mouzieys-Panens                                | 249                      | 13,13      | 19               | 81191      | 81170        |
| Noailles                                       | 207                      | 11,59      | 18               | 81197      | 81170        |
| Penne                                          | 597                      | 64,04      | 9                | 81206      | 81140        |
| Roussayrolles                                  | 85                       | 5,38       | 16               | 81234      | 81140        |
| Saint-Marcel-Campes                            | 230                      | 22,34      | 10               | 81262      | 81170        |
| Saint-Martin-Laguépie                          | 396                      | 21,51      | 18               | 81263      | 81170        |
| Saint-Michel-de-Vax                            | 80                       | 5,90       | 14               | 81265      | 81140        |
| Salles                                         | 196                      | 8,19       | 24               | 81275      | 81640        |
| Souel                                          | 172                      | 9,70       | 18               | 81290      | 81170        |
| Vaour                                          | 361                      | 14,12      | 26               | 81309      | 81140        |
| Vindrac-Alayrac                                | 155                      | 9,82       | 16               | 81320      | 81170        |
| Communauté de communes du Cordais et du Causse | 5.381                    | 296,23     | 18               | –          | –            |